# Márcio Rodrigues
Márcio Rodrigues, känd som Magrão, född 20 december 1978, är en brasiliansk tidigare fotbollsspelare.
Márcio Rodrigues spelade tre landskamper för det brasilianska landslaget.